# Świrki (rejon postawski)
Świrki (biał. Свіркі; ros. Свирки) – wieś na Białorusi, w obwodzie witebskim, w rejonie postawskim, w sielsowiecie Łyntupy.

## Historia
W czasach zaborów folwark w okręgu wiejskim Dąbrowszczyzna, w gminie Komaje, w powiecie święciańskim Imperium Rosyjskiego. W 1866 roku własność Romerów. W 1905 roku liczył 23 mieszkańców, 702 dziesięciny, własność Romerów.
W dwudziestoleciu międzywojennym folwark leżał w Polsce, w województwie wileńskim, w powiecie święciańskim, w gminie Komaje.
W 1931 w 2 domach zamieszkiwało 17 osób.
W wyniku napaści ZSRR na Polskę we wrześniu 1939 miejscowość znalazła się pod okupacją sowiecką. 2 listopada została włączona do Białoruskiej SRR. Od czerwca 1941 roku pod okupacją niemiecką. W 1944 miejscowość została ponownie zajęta przez wojska sowieckie i włączona do Białoruskiej SRR.
Do 2004 roku w sielsowiecie Komaje.